# Шевченкове (Попівська сільська громада)
Шевче́нкове (до 1923 — Гирівка, Гирявка) — село в Україні, у Попівській сільській громаді Конотопського району Сумської області.
До 2020 Шевченкове — центр сільської ради, до складу якої входило також село Торговиця. Розташоване за 20 км від райцентру. Кількість дворів у сільській раді — 419, жителів — 652.

## Географія
Село Шевченкове розташоване на березі каналу, який з'єднує річку Кукілку і річку Ромен, вище за течією на відстані 4 км розташоване село Вільне, нижче за течією на відстані 2,5 км розташоване село Торговиця. Через село проходить автомобільна дорога Р60.

## Назва
Шевченкове (колишня Гирівка, Гирявка). У зв'язку з перебуванням Т. Г. Шевченка в селі, Гирявку 1923 року було перейменовано на с. Шевченкове.

## Історія
Село Шевченкове (колишня Гирівка) виникло в середині XVII століття. Поселена Гирівка була на землях Карабутівських. Карабутівці Гирьонки ще в 1691 році продавали тут свої землі задніпровцю Юрію Харевичу, який поселився біля Гирівки хутором.
Гирівка залишалася вільним селом до 1689 року, потім була віддана Іваном Мазепою сербському підприємцю Радичу. Ставши гирявським «державцею» Радич почав тут скуповувати землі і скупив їх 1200 десятин. Після Радича з 1709 року і до кінця XVIII століття тривали суперечки між зятями Радича (їх у нього було 5) за володіння Гирівкою.
З 1750-х років Гирявка — село у складі Голінської сотні Прилуцького полку.
Наприкінці XVIII століття в селі Гирівці з'явилися нові землевласники. У цей період одна із дочок Лащинських (дочка Афанасія Лащинського — зятя Радича) виходить заміж за шляхтича Матвія Ілліча Лазаревського, який протягом 45-річної чиновницької служби перебував на незначних посадах. У власності Лазаревського в селі Гирівці та на хуторі Таранському було 23 селян чоловічої статі і різної землі 70 десятин, і за дружину дали в посаг 15 душ чоловічої статі селян і 80 десятин землі. Сім'я Лазаревських не мала дружніх або родинних зв'язків з місцевими поміщиками, більше того, між ними складалися неприязно-ворожі стосунки.

## Тарас Григорович Шевченко
З сім'єю Лазаревських мав дружні і близькі стосунки відомий український поет Тарас Григорович Шевченко.
Знайомство і дружба братів Лазаревських, особливо Федора, Михайла і Василя, з Т. Г. Шевченком розпочалася з 1847 року — часу заслання його царським урядом в солдатчину до Оренбурзького корпусу, де брати працювали в різні часи урядовцями в прикордонній комісії. Під час свого заслання в Кос-Аралі (грудень 1848 р.) Тарас Григорович написав вірша «Згадай мене, брате», який присвятив близькому
другові — Федорові Лазаревському. А пізніше намалював парний портрет братів Федора та Михайла (зберігається в Санкт-Петербурзькому
літературному музеї «Пушкинский дом»).
Поет побував на Конотопщині двічі — в квітні 1845 і серпні 1859 року. Особливим був останній приїзд. Повертаючись із Києва до Петербурга, Тарас Шевченко заїхав 22 серпня у Гирівку, де знаходився невеликий маєток Лазаревських. Тут жила їхня мати — Афанасія Олексіївна, до якої Шевченко ставився з синівською любов'ю, називав її «рідною, небаченою і щиро любимою матір'ю». І поета вітали надзвичайно гостинно, привітно, оточили піклуванням і душевною теплотою. Під час перебування в Гирівці Т. Г. Шевченко написав портрет А. О. Лазаревської, а від'їжджаючи, подарував свій офорт «Свята родина» та автограф вірша «Садок вишневий коло хати».
Ф. М. Лазаревський у спогадах про поета писав: «Перебуваючи в Гирівці, Тарас, за своїм звичаєм, вставав дуже рано і йшов до саду, сидів там під вербою і залишався в споглядальному стані до чаю. Настрій його, внаслідок неприємностей, яких він зазнав на батьківщині, був якийсь пригнічений». У Гирівці Кобзар працював і над деякими поетичними творами, серед них — «Ой, на горі ромен цвіте».
Народні перекази свідчать, що Шевченко захоплювався красою місцевої природи, деревами парку і малював з натури етюди, а також зібрав у Гирівці багато зразків місцевого фольклору. Від селян-кріпаків записав кілька пісень, з яких до нас дійшли лише дві — «Теши, сину, ясенину» та «Ходить собі по церковці».
Ранком 25 серпня 1859 року у супроводі Федора й Івана Лазаревських Т. Г. Шевченко виїхав із Гирівки кіньми до Кролевця. В Конотопі та селі Гути зробили короткочасні зупинки. У дорозі поет розмовляв з кріпаком-підводчиком Якимом Ложкою, який потім до самої смерті розповідав про велич душі Т. Г. Шевченка. Ночували у Кролевці у сестри Лазаревських — Глафіри Огієвської. Звідти Шевченко виїхав до Петербурга.
Саме брати Лазаревські порушили клопотання про перевезення тіла поета з Петербурга на рідну землю. Востаннє зустрічала Конотопщина Кобзаря 4 травня 1861 року, коли його прах перевозили для перезахоронення у місто Канів.

## Населення

### Мова
Розподіл населення за рідною мовою за даними :
| Мова            | Кількість | Відсоток |
| --------------- | --------- | -------- |
| українська      | 627       | 96.46%   |
| російська       | 4         | 0.62%    |
| румунська       | 1         | 0.15%    |
| інші/не вказали | 18        | 2.77%    |
| Усього          | 650       | 100%     |

## Відомі люди
- Захарченко Микола Харитонович — голова виконавчого комітету Олишівської районної ради депутатів трудящих Чернігівської області. Депутат Верховної Ради УРСР 4-го скликання.
- Лащинський Михайло Федорович (5 листопада 1849 — 11 січня 1917) — російський віце-адмірал у відставці (20 жовтня 1908 року)
- Лященко Федір Якович — козак комендантської сотні штабу 4-ї Київської дивізії Армії УНР, Герой Другого Зимового походу
- Мусієнко Петро Кирилович — український радянський діяч.
- Сулизь Панас Харитонович («Батуринець») — член Української Центральної Ради.
- Осадчий Тихін Іванович (30 червня 1866 — 24 грудня 1945) — громадський діяч, економіст, кооператор, член Української Центральної Ради.
- Лазаревський Михайло Матвійович (1818—1867) — близький товариш Тараса Шевченка.
- Лазаревський Олександр Матвійович (1834 —1902) — український історик, генеалог, джерелознавець, видавець.
- Максимович Олександр Олександрович (1965 —1984) — учасник війни в Афганістані, кавалер ордена Червоної Зірки (посмертно).